# Урта-Харгана
У́рта-Харгана́ (рос. Урта-Харгана) — село у складі Ононського району Забайкальського краю, Росія. Входить до складу Більшовистського сільського поселення.

## Населення
Населення — 62 особи (2010; 74 у 2002).
Національний склад (станом на 2002 рік):
- росіяни — 66 %
- буряти — 27 %